# José Hennekam
José Hennekam (Roosendaal, 4 maart 1951) is een Nederlandse schrijver en paleontoloog.

## Levensloop

### Jeugd en studie
Hennekam volgde zijn lagere- en middelbareschoolopleiding voor het grootste gedeelte op internaten. Na zijn eindexamen gymnasium B ging hij in Groningen geologie studeren. Tijdens zijn studie werkte hij bij de Stichting Film en Wetenschap voor het maken van films voor het onderwijs en als leraar biologie en maatschappijleer. Na zijn kandidaatsexamen specialiseerde hij zich op de universiteit van Utrecht in de paleontologie en paleomagnetisme. Toen het Noorder Dierenpark hem vroeg of hij het Biochron, een museum over evolutie, mee wilde helpen realiseren, brak hij zijn studie af en ging in Emmen aan de slag. Daar hield hij zich ook bezig met het opzetten van volkenkundige tentoonstellingen, zoals De Masai en De Versierde Mens.

### Werkzaamheden
In 1983 besloot hij in Zwijndrecht een eigen bedrijf te beginnen, gespecialiseerd in fossielen, mineralen en edelstenen. Op zoek naar materiaal reisde hij vervolgens jarenlang de hele wereld af. Na het opengaan van de grenzen van de Sovjet-Unie in 1990 was hij een van de eersten die in de Oeral een bedrijf begon. Verschillende expedities in de Polar-Oeral en Siberië waren het gevolg. (https://www.youtube.com/watch?v=L17x2KROEZU&t=49s)   Toen hij eind 2004 besloot schrijver te worden en te stoppen met zijn bedrijf, lag er in elk groot geologisch museum ter wereld wel een fossiel of mineraal dat in Zwijndrecht gekocht was.

### Schrijverscarrière
Zijn debuut als schrijver was Schat (2005), het eerste deel van de Tesoro-trilogie. Daarna volgden Matador (2006) en Te Ver (2007). In 2009 verscheen De Kindervriend, een roman waarin hij in thrillervorm laat zien waartoe kindermisbruik binnen de Rooms-Katholieke Kerk en het niet ingrijpen van bovenaf kan leiden. In 2010 volgde Pater Noster, een semi-autobiografische novelle die als basis voor De Kindervriend had gediend. In november van dat jaar kwam Pjotrs Borsjt uit, een roman waarvoor hij een tijdje in een weeshuis in Wit-Rusland woonde en waarvan de opbrengst in zijn geheel naar de Stichting Weeshuizen Belarus ging voor een zelfstandig-wonen-project voor kinderen met een verstandelijke beperking. In december volgde Ana-Lyse, een psychologische roman/thriller waarbij internetdaten een belangrijke rol speelt. Zowel bij Pjotrs Borsjt als bij Ana-Lyse fungeerde Renata Oosterveen als co-auteur. Zijn roman 'De Luiken der Waarneming' (2017) speelt zich zowel in Nederland als op Zuid-Sulawesi af en geeft de lezer een inkijkje  in de wereld van (frauduleuze) mediums. In 2020 kwam Hotel California uit, een semi-autobiografische roman over een geologisch veldwerk op Kreta. In datzelfde jaar werden de blogs die hij samen met zijn partner Renata Oosterveen schreef gebundeld in  Malagaartje 1, 2 en 3. Expeditie IJstijd, de thriller die in 2025 verscheen, laat de duistere kant van de mediamaatschappij zien, waar kijkcijfers en commercieel succes belangrijker zijn dan mensen.
Voor zijn boeken reist Hennekam de gehele wereld af. Enkele van zijn boeken zijn vertaald in het Engels, Duits en Russisch.